# エルブリッジ・ゲリー
エルブリッジ・トーマス・ゲリー（英語: Elbridge Thomas Gerry, 1744年7月17日 - 1814年11月23日）は、アメリカ合衆国の政治家、民主共和党に所属した。彼は1813年3月4日からその死までジェームズ・マディソン大統領の下で第5代副大統領であった。在職中に死去した2番目の副大統領である。
独立宣言および連合規約の署名者のうちの一人だった。彼はその後マサチューセッツ州の知事に就任した。その名が「ゲリマンダリング」（特定の政党が有利になるように選挙区を不当に設定すること）の元になったことで最も有名である。

## 生い立ち
マサチューセッツ州マーブルヘッドで12人兄弟の3番目として生まれた。彼は医師になるためハーバード大学に14歳で入学し、卒業後は父親を手伝い、通商税に対する反対活動で有名になった。彼は1772年5月にマサチューセッツ州の立法議会に反イギリスの立場から選任された。
彼は1776年2月から1780年まで大陸会議へのマサチューセッツ代表だった。1783年から1785年9月まで再び代表に選ばれた。1787年にはアメリカ憲法制定会議に加わり、新憲法に反対する代表の一人であった。彼は新政府下で連邦下院議員に選任され、1789年から1793年まで同職を務めた。
1797年から98年にかけて彼はフランス担当の代表団に加わり、XYZ事件に関わった。1810年にはマサチューセッツ州知事に選出された。彼は1811年に再選されたが1812年には落選した。同選挙で彼は自派に有利になるように選挙区を不当に再区画し、ゲリマンダーの用語の元となった。このようなことがあったにもかかわらず、彼は1812年の大統領選挙でジェームズ・マディソンの副大統領に選ばれた。彼はワシントンD.C.で在職中死去し、議会墓地に埋葬された。

## 参照
- Austin, James, Life of Elbridge Gerry, 1970; Da Capo Press (ISBN 0-306-71841-3).  (This is a reprint of the first Gerry Biography Vol 1 Vol 2)
- Billias, George, Elbridge Gerry, Founding Father and Republican Statesman 1976, McGraw-Hill Publishers (ISBN 0-07-005269-7).
- Kramer, Eugene F. "Some New Light on the XYZ Affair: Elbridge Gerry's Reasons for Opposing War with France." New England Quarterly 1956 29(4): 509-513. ISSN 0028-4866
- Trees, Andy. "Private Correspondence for the Public Good: Thomas Jefferson to Elbridge Gerry, 26 January 1799" Virginia Magazine of History and Biography 2000 108(3): 217-254. ISSN 0042-6636 shows Gerry ignored Jefferson's 1799 letter inviting him to switch parties.